# بيرش مونرو
بيرش مونرو (بالإنجليزية: Birch Monroe)‏ هو موسيقي أمريكي، ولد في 16 مايو 1901 في Rosine, Kentucky ‏ في الولايات المتحدة، وتوفي في 15 مايو 1982.